# Покров-Кештома
Покров-Кештома — деревня в Пошехонском районе Ярославской области России. Входит в состав Кременевского сельского поселения.

## География
Деревня находится в северной части области, в подзоне южной тайги, на правом берегу реки Кештомы, на расстоянии примерно 8 километров (по прямой) к юго-юго-западу от города Пошехонье, административного центра района.

### Климат
Климат характеризуется как умеренно континентальный, с продолжительной холодной зимой и коротким умеренно тёплым летом. Среднегодовая температура воздуха — 2,9 — 3,5 °C. Годовое количество атмосферных осадков — 500—750 мм, из которых большая часть выпадает в тёплый период. Преобладающее направление ветра юго-западное.

### Часовой пояс
Покров-Кештома, как и вся Ярославская область, находится в часовой зоне МСК (московское время). Смещение применяемого времени относительно UTC составляет +3:00.

## История
Каменная двухэтажная Воскресенская церковь построена в 1786 году на средства помещика подполковника Федора Матвеевича Леонтьева. В верхней летней церкви два престола: главный престол в честь Воскресения Христова, а другой престол - в честь преподобного Феодора Сикеота, епископа. В нижней церкви три престола: первый главный - в честь Покрова Пресвятой Богородицы, в приделе по правую сторону - в честь Казанской Божией Матери, по левую сторону в приделе – в честь Николая Мирликийского чудотворца. 
В конце XIX — начале XX века село входило в состав Панфиловской волости Пошехонского уезда Ярославской губернии.
С 1929 года село входило в состав Погорельского сельсовета Пошехонского района, с 2005 года — в составе Кременевского сельского поселения.

## Население
| 1859 | 2002 | 2007 | 2010 |
| ---- | ---- | ---- | ---- |
| 37   | ↘2   | ↘0   | →0   |

### Национальный состав
Согласно результатам переписи 2002 года, в национальной структуре населения русские составляли 100 % из 2 чел.

## Достопримечательности
В деревне расположена недействующая Церковь Воскресения Христова (1786).